# Ballon d'Or 1992

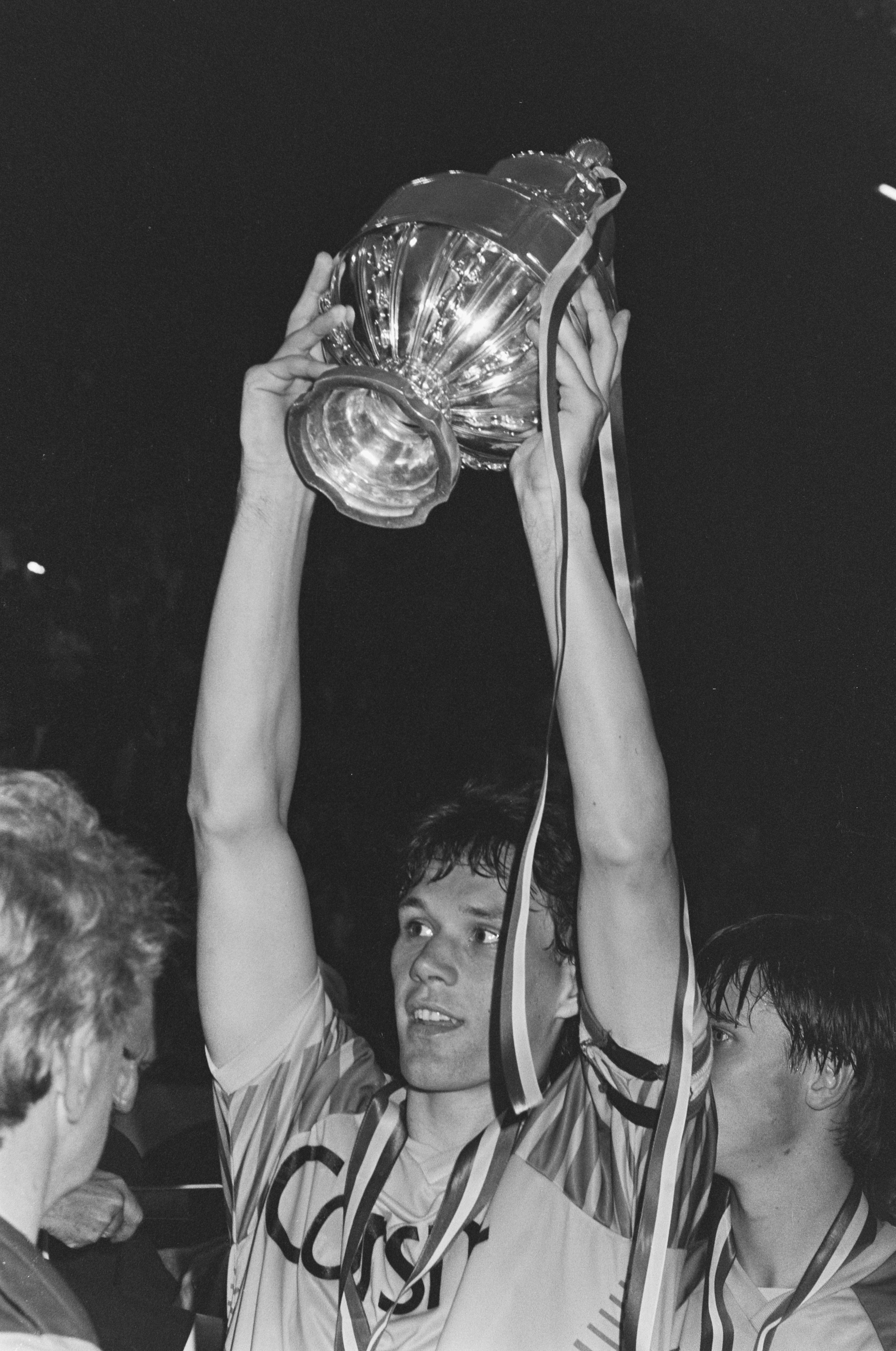
Marco van Basten in 1987

De Ballon d'Or 1992 was de 37e editie van de voetbalprijs georganiseerd door het Franse tijdschrift France Football. De prijs werd gewonnen door Marco van Basten (AC Milan).
De jury was samengesteld uit 29 journalisten die aangesloten waren bij de volgende verenigingen van de UEFA: Albanië, Duitsland, Oostenrijk, België, Bulgarije, Tsjecho-Slowakije, Denemarken, Spanje, Finland, Frankrijk, Griekenland, Hongarije, Engeland, Ierland, IJsland, Italië, Luxemburg, Malta, Nederland, Polen, Portugal, Roemenië, Schotland, Rusland, Zweden, Zwitserland, Turkije en Joegoslavië.
De resultaten van de stemming werden gepubliceerd in editie 2437 van France Football op 22 december 1992.

## Stemprocedure
Elk jurylid koos de beste vijf spelers van Europa. De speler op de eerste plaats kreeg vijf punten, de tweede keus vier punten en zo verder. Op die wijze werden 435 punten verdeeld, 145 punten was het maximale aantal punten dat een speler kon behalen (in geval van een negenentwintig koppige jury).

## Uitslag
| Plaats | Speler             | Club                           | Stemmen | Stemmen | Stemmen | Stemmen | Stemmen | Stemmen | Punten |
| Plaats | Speler             | Club                           | 1º      | 2º      | 3º      | 4º      | 5º      | Totaal  | Punten |
| ------ | ------------------ | ------------------------------ | ------- | ------- | ------- | ------- | ------- | ------- | ------ |
| 1º     | Marco van Basten   | AC Milan                       | 11      | 8       | 2       | 1       | 3       | 25      | 98     |
| 2º     | Christo Stoitsjkov | FC Barcelona                   | 10      | 5       | 2       | 1       | 2       | 20      | 80     |
| 3º     | Dennis Bergkamp    | Ajax                           | 1       | 3       | 7       | 3       | 3       | 20      | 53     |
| 4º     | Thomas Häßler      | AS Roma                        | 3       | 2       | 3       | 4       | 2       | 14      | 42     |
| 5º     | Peter Schmeichel   | Manchester United              | 2       | 1       | 6       | 3       | 3       | 15      | 41     |
| 6º     | Brian Laudrup      | Bayern München / Fiorentina    | 1       | 1       | 4       | 3       | 5       | 14      | 32     |
| 7º     | Michael Laudrup    | FC Barcelona                   |         | 5       |         | 1       |         | 6       | 22     |
| 8º     | Ronald Koeman      | FC Barcelona                   | 1       | 1       |         | 2       | 1       | 5       | 14     |
| 9º     | Stéphane Chapuisat | Borussia Dortmund              |         |         | 2       | 2       | 1       | 5       | 11     |
| 10º    | Frank Rijkaard     | AC Milan                       |         | 1       |         | 2       |         | 3       | 8      |
| 11º    | Enzo Scifo         | Fiorentina                     |         |         | 1       | 1       | 2       | 4       | 7      |
| 12º    | Flemming Povlsen   | Borussia Dortmund              |         | 1       |         | 1       |         | 2       | 6      |
| 13º    | Henrik Larsen      | Lyngby / Pisa                  |         | 1       |         |         |         | 1       | 4      |
| 14º    | John Jensen        | Brøndby / Arsenal              |         |         | 1       |         |         | 1       | 3      |
|        | Paolo Maldini      | AC Milan                       |         |         | 1       |         |         | 1       | 3      |
| 16º    | Henrik Andersen    | 1. FC Köln                     |         |         |         | 1       |         | 1       | 2      |
|        | David Platt        | Bari / Juventus                |         |         |         | 1       |         | 1       | 2      |
|        | Tomas Brolin       | Parma                          |         |         |         |         | 2       | 2       | 2      |
|        | Jean-Pierre Papin  | Olympique Marseille / AC Milan |         |         |         |         | 2       | 2       | 2      |
| 20º    | Franco Baresi      | AC Milan                       |         |         |         |         | 1       | 1       | 1      |
|        | Rune Bratseth      | Werder Bremen                  |         |         |         |         | 1       | 1       | 1      |
|        | Andreas Herzog     | Werder Bremen                  |         |         |         |         | 1       | 1       | 1      |

## Trivia
- Marco van Basten ontving als derde speler drie maal de Ballon d'Or. Johan Cruijff en Michel Platini gingen hem voor.
- Rune Bratseth was de eerste Noorse speler die punten ontving in het eindklassement.

## Referentie
- Eindklassement op RSSSF

France Football:
1956 · 
1957 · 
1958 · 
1959 · 
1960 · 
1961 · 
1962 · 
1963 · 
1964 · 
1965 · 
1966 · 
1967 · 
1968 · 
1969 · 
1970 · 
1971 · 
1972 · 
1973 · 
1974 · 
1975 · 
1976 · 
1977 · 
1978 · 
1979 · 
1980 · 
1981 · 
1982 · 
1983 · 
1984 · 
1985 · 
1986 · 
1987 · 
1988 · 
1989 · 
1990 · 
1991 · 
1992 · 
1993 · 
1994 · 
1995 · 
1996 · 
1997 · 
1998 · 
1999 · 
2000 · 
2001 · 
2002 · 
2003 · 
2004 · 
2005 · 
2006 · 
2007 · 
2008 · 
2009 · 
2016 · 
2017 · 
2018 · 
2019 · 
2021 · 
2022 · 
2023 · 
2024